# Alentejo, Alentejo
Alentejo, Alentejo ist ein Dokumentarfilm des portugiesisch-französischen Regisseurs Sérgio Tréfaut aus dem Jahr 2014.
Der Film beschäftigt sich mit dem Cante alentejano,  einem traditionellen polyphonen Wechsel-Chorgesang aus dem Alentejo, einer Region im Süden Portugals. Diese regionale Musiktradition hebt sich in mehrfacher Hinsicht stark von denen der anderen portugiesischen Regionen ab, insbesondere durch das gänzliche Fehlen von Instrumenten.
2014 wurde der Cante alentejano in die Liste des immateriellen Weltkulturerbes der UNESCO aufgenommen.

## Handlung
Der Cante alentejano ist tief verwurzelt in der Bevölkerung des Alentejo, einer Region, die für ihre Bevölkerungsmehrheit traditionell durch ein entbehrungsreiches Landarbeiter-Leben gekennzeichnet ist. Der Film geht den Traditionen und den Eigenheiten des Gesangs nach, in dem er Menschen aus typischen Landkreisen des Alentenjo befragt, insbesondere aus Serpa, Cuba und den Minen von Aljustrel. Ältere Männer  und Frauen erzählen dabei von ihrem Leben und der Rolle des Cante darin. Zudem stellen heranwachsende Nachwuchssänger, aber auch Schulkinder verschiedener Herkunft ihren heutigen Bezug zum Cante dar, der weiterhin von der lebendigen Tradition bestimmt wird, trotz veränderter Lebensrealität der jüngeren Generationen.

## Produktion
Der Film verzichtet auf jeden Kommentar und jede Filmmusik, es sind ausschließlich die Gespräche und Gesänge von Menschen im Alentejo zu hören, in verschiedenen privaten und öffentlichen Situationen. Einzige Ausnahme bildet zu Beginn des Films das Lied Grândola, Vila Morena von José Afonso, das im Stil des Cante gehalten ist. Es ist nicht nur die bekannteste Referenz für den Cante, sondern hat als Losung der Nelkenrevolution 1974 eine besondere Bedeutung im ganzen Land, insbesondere jedoch für den Alentejo, wo die Revolution besonders begeistert aufgenommen wurde und besonders tief griff.
Finanziert wurde der Film von der Stadtverwaltung Serpa, mit Beteiligung des öffentlich-rechtlichen Fernsehsenders RTP und der Gulbenkian-Stiftung.

## Rezeption
Alentejo, Alentejo feierte seine Premiere auf dem IndieLisboa-Filmfestival in Lissabon am 24. April 2014, dem Vorabend des 40. Jahrestag der Nelkenrevolution. Dort gewann er zwei Preise, darunter den als besten portugiesischen Film.
Der Film erschien danach als DVD beim alambique Filmverleih, mit portugiesischem Originalton und englischen, französischen, spanischen und russischen Untertiteln. Auch der Soundtrack des Films wurde veröffentlicht (Cimbal/alambique). Die CD vereint die dargebotenen Gesänge des Films und weitere, die während der Filmaufnahmen entstanden, nach dem Schnitt aber nicht im Film gezeigt wurden. Im Beiheft wurden neben einigen Filmfotos der beteiligten Personen und Chöre auch alle Liedtexte zusammengetragen, womit einige Lieder erstmals schriftlich festgehalten wurden.